# Autobahnbenutzungsgebühr
Die Autobahnbenutzungsgebühr auch Autobahnbenutzungsabgabe sowie Autobahngebühr sollte zusätzlich zur staatlichen Finanzierung einer vierspurigen für den Kraftverkehr zwischen Köln-Mülheim und Düsseldorf kreuzungsfreien Autobahnstraße dienen und ist vergleichbar mit der Diskussion um die Einführung einer Maut ab 1927 zu vergleichen.

## Sachverhalt
Nach den Plänen der Rheinprovinz sollte auf der rechtsrheinischen Seite die mit 17 Millionen RM veranschlagten Erstellungskosten für die 31,5 Kilometer lange Strecke durch zusätzlich Abgaben von 5 Pfennigen für Personenkraftwagen, und 10 Pfennigen für Lastwagen, je gefahrenen Kilometer finanziert und betriebswirtschaftlich geführt werden.

### Kabinettsvorlage
Gemäß der Kabinettsvorlage des Reichsverkehrsministers Wilhelm Koch wurde die Notwendigkeit mit dem Verweis auf das vorhandene und Instandsetzung befindliche Eisenbahn-, Landstraßen- und Wasserstraßennetz, finanziell, in Frage gestellt, aber grundlegend nicht abgelehnt.

### Kraftfahrzeugsteuer
Im Zusammenhang mit diesem Vorhaben verwies Wilhelm Koch auf die bisher hohe zu zahlende Kraftfahrzeugsteuer der Nutzer sowie ihren Anspruch geeignete Strecken zur Verfügung zu stellen und lehnte die Registrierung von Benutzern ab.

### Rheinischer Provinzialverband
Um die Finanzierung zu ermöglichen, erklärte sich das Reichsarbeitsministerium unter Berufung auf den Reichskanzler Wilhelm Marx aus deren Erwerbslosenfürsorge das Vorhaben zu finanzieren. Involviert waren Ministerialdirektor Arthur Zarden und Landeshauptmann Horion Fühlung.

### Reichsfinanzministerium
Arthur Zarden sprach sich gleichfalls gegen die "Autobahngebühr" aus sowie andere Fachbereiche wie das Reichspostministerium sowie der Reichswirtschaftsminister die Bedenken gegen das Projekt erhoben. Eingebunden waren das Reichspostministerium durch die angeforderte Stellungnahme des Reichsverkehrsministerium mit der Folge der Vertagung einer Beschlussfassung, angeregt durch den Reichskanzler.
Die Ressortbesprechung vom 31. März 1927 ergab das Bauvorhaben durchzuführen und die Autobahnbenutzungsabgabe nicht zu erheben.